# Peplum

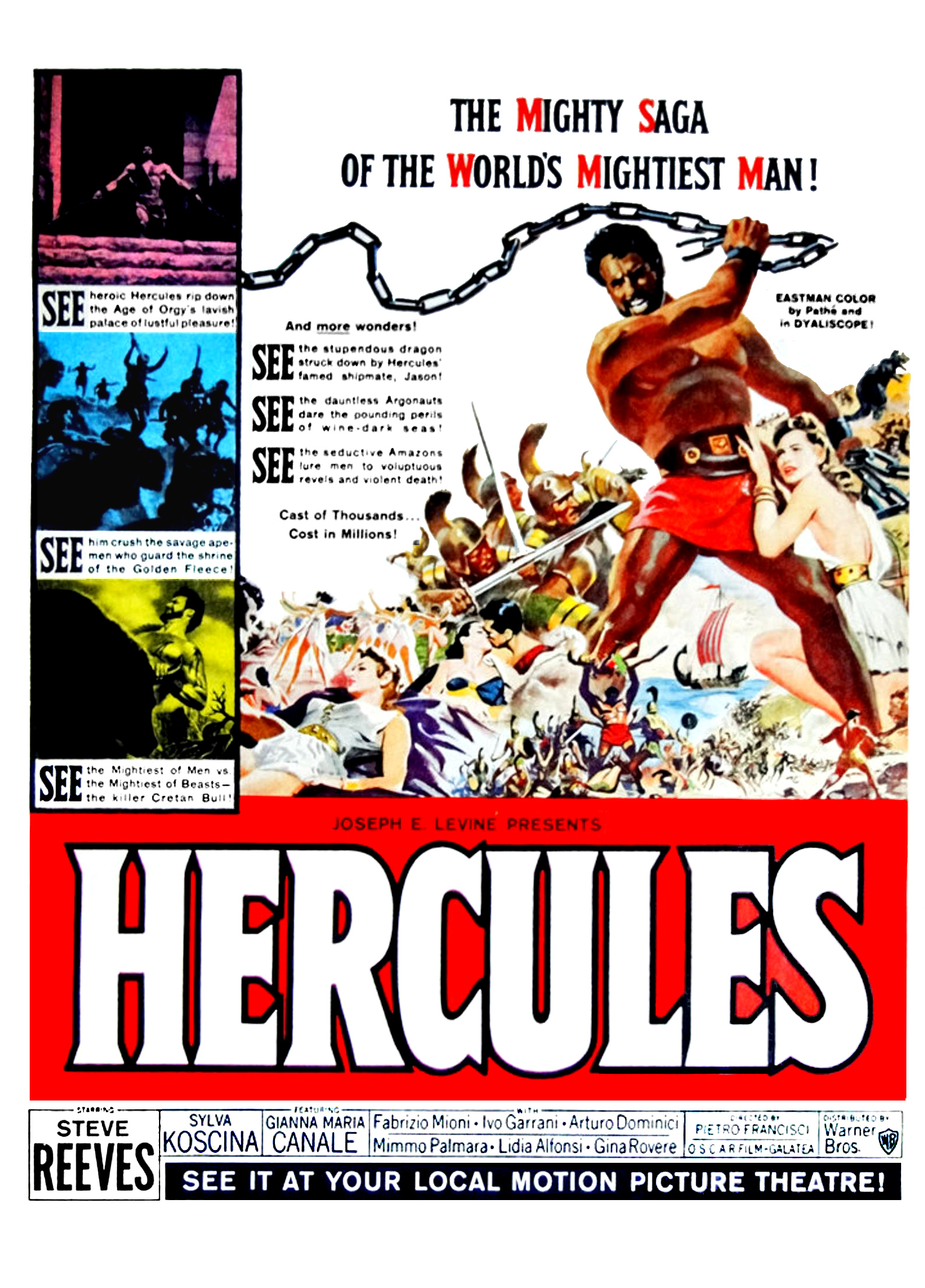
La locandina americana del film Le fatiche di Ercole (1958)

Il peplum (o sword and sandal, cioè spada e sandalo, una definizione più comune in lingua inglese), talvolta citato come sandalone, è un sottogenere cinematografico dei film storici in costume, che comprende sia il genere dei film d'azione sia quello fantastico, entrambi ambientati in contesti biblici o nel periodo della Grecia antica o della civiltà romana.

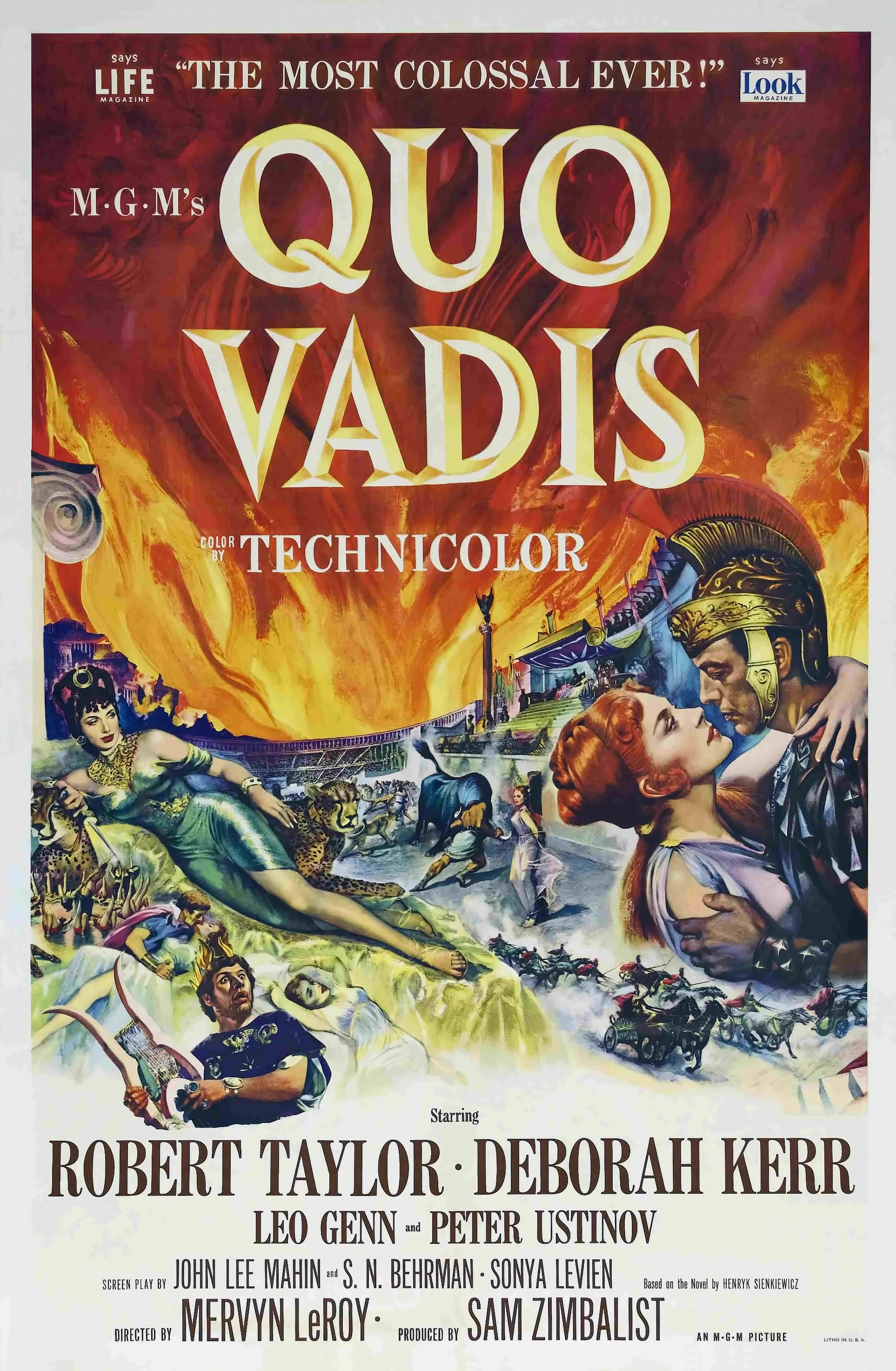
Poster del film Quo vadis (1951)

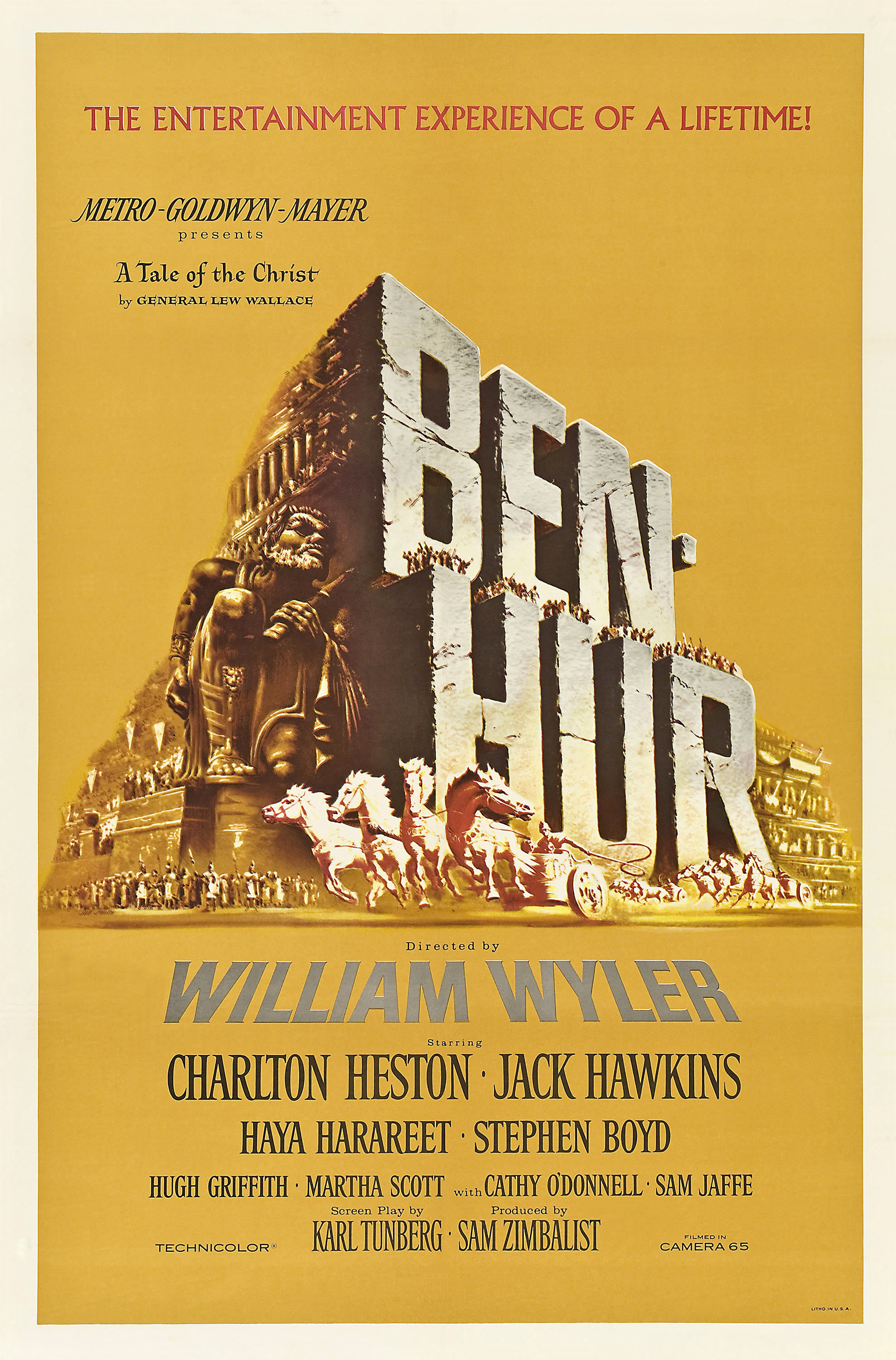
Locandina del kolossal Ben Hur (1959)

Le maggiori produzioni di questo genere cinematografico vennero realizzate già negli anni dieci del XX secolo, e successivamente a partire dagli anni cinquanta. Tra la fine degli anni quaranta e i cinquanta il genere si sviluppò soprattutto negli Stati Uniti d'America, raggiungendo l'apice negli anni sessanta, per poi essere abbandonato nel decennio successivo.

## Caratteristiche
Il filone utilizza elementi storici o mitologici. Il nome deriva dalla parola greca, mutuata dal latino, che indica una tunica femminile greca, il peplo, semplice da realizzare ed apprezzata dai reparti costume di questi film, molti tra questi a basso costo. Scendendo maggiormente nello specifico, il sottogenere cinematografico "spada e sandalo" indica di solito un film a basso costo, che ha per argomento gesta eroiche o mitologiche.
Generalmente tali film sono basati sulla storia e sulla mitologia greco-romana, o sulle culture circostanti dell'età antica (egizi, assiri, etruschi, micenei). Si parla in questo caso di "epopee peplum".
Le trame incrociate e sincretiche, che legano improbabili compresenze di miti ed eroi, il dialogo fuori sincrono, la recitazione legnosa dei forzuti personaggi, uniti ai primitivi effetti speciali che ritraggono mostri, divinità e creature leggendarie sono le principali caratteristiche di questo genere che contribuivano a conferire ai film un certo fascino.
Tra la fine degli anni Cinquanta e l'inizio dei Sessanta il massiccio investimento di capitali statunitensi per ricostruire la storia dell'epoca greco-romana stimolò la fantasia dei registi e dei produttori italiani. A fronte delle miliardarie produzioni americane, si misero così in cantiere produzioni nazionali con un impegno economico di gran lunga minore, ma capaci con l'inventiva di colmare il divario di mezzi a disposizione. Le componenti furono una forte dose di ironia, una buona capacità di giocare con trucchi ed effetti speciali per centuplicare gli scarsi mezzi a disposizione, la presenza di uno o più culturisti provenienti dalle palestre, storie fantastiche piene di ritmo e di colpi di scena.
Le avventure erano mirabolanti ed eccessive (fin dalla scelta dei titoli), ma anche in termini produttivi (i muscoli dei protagonisti erano gonfiati, le pettinature delle attrici cotonate, le scenografie utilizzavano per la prima volta il polistirolo espanso, la fotografia impiegava ogni trucco per far sembrare più fastose le scenografie e più numerose le comparse).
Il vero capostipite del nuovo cinema mitologico italiano fu Le fatiche di Ercole (1958) di Pietro Francisci: l'opera conteneva tutti gli elementi tipici del peplum, e proprio per questo motivo si differenziava dagli altri film prodotti fino a quel momento in Italia. L'intuizione del regista Francisci e del produttore Nello Santi fu di far interpretare il protagonista a Steve Reeves, semisconosciuto nel mondo del cinema, ma famoso in quello delle palestre per essere stato più volte insignito del titolo di Mister Universo, il premio assegnato all'atleta che con la pratica del culturismo aveva ottenuto una muscolatura perfetta.
La carta vincente del genere fu proprio la sua grande capacità di penetrare i mercati di tutto il mondo. Grazie all'intuizione di un distributore statunitense, il film uscì negli Stati Uniti nel 1958 con un grande battage pubblicitario. L'incasso superò le più rosee aspettative e da quel momento il peplum diventò il genere commerciale più richiesto in tutto il mondo. Si assistette così, in pochissimo tempo, a un proliferare di film sull'antichità, pronti a distaccarsi sempre più dal mito e a spingersi con sempre minori remore verso la fantasia.
A fianco di Steve Reeves arrivarono altri culturisti americani, come Mark Forest, Gordon Scott, Dan Vadis, ai quali si aggiunsero due culturisti italiani, Adriano Bellini e Sergio Ciani, con gli pseudonimi di Kirk Morris e Alan Steel. Il costo medio di ogni film tese progressivamente ad abbassarsi, le situazioni narrative a ripetersi, ma nonostante questo il pubblico per un certo periodo dimostrò di apprezzare queste storie.
Anche il fatto di ritrovare gli stessi costumi, le stesse scenografie, gli stessi caratteristi e le stesse scene di battaglia diventò un tratto distintivo del genere. Gli esterni in effetti venivano girati negli stessi posti (come la spiaggia di Lavinio, a sud di Roma, e i boschi di Manziana, sempre nel Lazio), mentre per gli interni si utilizzavano spesso lo stesso tempio e lo stesso villaggio ricostruiti negli stabilimenti De Paolis. Con il passare degli anni si verificarono addirittura casi di sequenze riciclate da un film all'altro: avvenne soprattutto per le scene di massa, per le ricostruzioni che nonostante i bassi costi non potevano essere rifatte per ogni film.
Un elemento altrettanto caratteristico del genere fu la recitazione. Se l'eroe culturista teneva la scena soprattutto con la propria prestanza fisica e a lui erano affidate poche battute, i ruoli parlanti coincidevano sostanzialmente con i suoi malvagi antagonisti, quasi sempre interpretati da attori del teatro italiano, da Mario Feliciani ad Arnoldo Foà, da Enrico Maria Salerno a Gianni Santuccio, da Mario Scaccia ad Alberto Lupo, che davano vita a personaggi eccedenti in sadismo, anch'esso venato di ironia, diventando così un altro elemento quasi parodistico.
Repentinamente com'era arrivato, il peplum scomparve produttivamente alla metà degli anni Sessanta. Un film che era fatto per oltre la metà della sua durata con scene riciclate, ovvero La sfida dei giganti (1965) viene considerato una sorta di pietra tombale per il genere che proprio nel 1965 sparì definitivamente, soppiantato nei gusti del pubblico dal western all'italiana.

## Titoli famosi
Sebbene non si tratti di film a basso budget e di qualità medio-bassa, si possono includere nel genere film come Ben-Hur, Cleopatra, Spartacus, Quo vadis, La tunica o I dieci comandamenti. Quindi il peplum può essere considerato uno dei generi cinematografici più vecchi: il Ben Hur originale venne girato da Sidney Olcott nel 1907; il film muto Cabiria del 1914 ebbe grande importanza nello sviluppo dell'arte della cinematografia.